# Боро-Парк
Боро-Парк (англ. Borough Park, Boro Park) — район в юго-западной части Бруклина, Нью-Йорк, США.
Боро-Парк является домом для крупнейшей общины ортодоксальных евреев за пределами Израиля. Приблизительная численность еврейского населения района, включая хасидов и харедим, более 250 000 человек, однако это число будет возрастать в ближайшие годы. Учитывая среднее число детей в еврейских семьях — 6.72, Боро-Парк переживает феноменальный рост. В то же время в соседних районах Флэтбуш и Бенсонхерст население сокращается.
Здесь проживает большое число хасидских семей, крупнейшие из которых династии Бобов, Бельз, Гур, Сатмар, Карлин-Столин, Цанз-Клаузенбург. Также немало миснагедов или литовских евреев.
Район расположен между 12 и 18 авеню и 40 и 62 улицами.